# Херсонський повіт
Херсонський повіт — історична адміністративно-територіальна одиниця Херсонської губернії. Охоплював південно-східну частину губернії.
Утворений у 1776 році у складі Херсонської провінції Новоросійської губернії.
Першими великими поселеннями тут були містечко Станислав (засноване в 1774 році) та Кізий Мис (або Ориша).
Повіт було створено на землях Запорізької Січі, яку було щойно зруйновано. В XVII ст. на цих теренах було багато козацьких зимівок та станиць. В середині XVIII ст. землі Січі охоплювали територію в межах від Гарду на Південному Бузі, уздовж річок Інгулу та Інгульця до їх ґирла, і далі Дніпром до порогів.
Першим головою дворянського зібрання Херсонського повіту було призначено отамана Чорноморського козацького війська Сидора Білого.

## Підпорядкування
- 1783–1795 роках у складі Катеринославського намісництва
- 1795—1796 роках у складі Вознесенського намісництва
- 1796—1802 — у Новоросійській губернії
- 1802—1803 — у Миколаївській губернії
- 1803—1920 — у Херсонській губернії
- 1920—1921 — у Миколаївській губернії
- 1921—1923 — у Одеській губернії

1923 року повіт ліквідовано та утворено Херсонську округу.

## Склад
Станом на 1886 рік налічував 333 сільських громад, 330 поселень у 39 волостях. Населення — 205530 осіб (105930 чоловічої статі та 99600 — жіночої), 30815 дворових господарств.
|                     | Площа, десятин | У тому числі орної, дес. |
| ------------------- | -------------- | ------------------------ |
| Сільських громад    | 594116         | 371385                   |
| Приватної власності | 816477         | 218245                   |
| Казенної власності  | 136890         | 31765                    |
| Іншої власності     | 38408          | 16897                    |
| Загалом             | 1585886        | 638292                   |

## Міста повіту та поселення, напряму підпорядковані повітовим чи заштатним містам
- Херсон з передмістями Військовий форштадт, Забалка, Північний форштадт, Сухарне, приміські хутори Арнаутські, Висунцеві, Вірьовчина Балка, Гусакові, Загорянові, Зелені, Кіндійські, Киселеві, Колонія губернського земства для душевнохворих, Мірошникові, Музикині, Перепелицинський Притулок, Проценкові, Рожнові, Степанові, Чорнобаєві, Шкуринові.
- Берислав
- посад Березнегувате
- посад Богоявленськ
- посад Висунськ (Батурине, Батуринець)
- посад Воскресенськ (Горохівка)
- посад Калинівка
- Миколаївське градоначальство
- посад Покровськ (Великі Копані, Копані)

## Волосний поділ
- Антонівська
- Балацківська
- Білозерська
- Вавилівська
- Володимирівська
- Грушівська
- Гур'ївська
- Давидобродська
- Заградівська
- Засельська
- Золото-Балківська
- Козацька
- Калузька
- Кам'янська
- Качкарівська
- Кисляківська
- Криворізька
- Кронауська
- Любомирська
- Мар'їнська
- Микільська
- Миколаївська перша
- Миколаївська друга
- Михайлівська
- Ново-Бузька
- Ново-Воронцовська
- Ново-Миколаївська
- Ново-Одеська
- Олександрівська
- Орлафська
- Отбідо-Василівська
- Покровська
- Полтавська
- Привольнянська
- Станіславська
- Старошведська
- Тернівська
- Тягинська
- Широківська

## Церкви
- Різдво-Богородичний молитовний будинок (містечко Кривий Ріг) — заснований 1886 року.